# ヴェローナ・リスト
ヴェローナ・リスト（あるいは en:Laterculus Veronensisとも呼ばれる）は、皇帝ディオクレティアヌスとコンスタンティヌス1世時代以降のローマの属州のリスト。リストは7世紀の写本だけが残り、イタリアのヴェローナにあるChapter House Library (Biblioteca Capitolare)に保存されてきた。もっとも最近の校訂版はティモシー・バーンズ(1982)である。早期の校訂本はテオドール・モムゼン(1862)によるものと、オットー・ゼークによるノティティア・ディグニタートゥムを含む校訂本に含まれているもの、 Geographi Latini minoresに掲載されていた Alexander Riese (1878)がある。

## 解説
この文献は帝国の属州の全て（合計約100）の名前のリストであり、新しく創設された12の管区から構成されている。12の管区は単一のリストに記載されており、東方と西方の二つの地方に分かれているが、その地方内では順番は地理的連続性とは一致していない。東方地域は（オリエンス(Oriens)、ポンティカ(Pontica)、アシアナ(Asiana)、トラキア(Thraciae)、モエシア・パンノニア(Moesiae, Pannoniae)管区からなり、西方地域はブリタニア(Britanniae)、ガリア(Galliae)、ヴィエンネンシス・イタリア・ヒスパニア・アフリカ(Viennensis, Italiae, Hispaniae, Africa)から構成されている。パンノニア管区とブリタニア管区の間に不連続な部分がある。東半分は、南方から北方へ向けて反時計周りに地中海を半周するように、アフリカ、アジア、ヨーロッパの順番に記載されている。西半分は東方に比べると乱雑な並びとなっていて、概ね北から南へ、ヨーロッパからアフリカへと時計回りに記載されている。
テオドール・モムゼンはリストの起源を297年の属州の状況を著したものと考えたが、後の研究により東方は314-324年の状況、西方は303-314年の状況を著したものと変更された。もっとも最近のティモシー・バーンズをConstantin Zuckermanの研究では、 リスト全体は314年だけの状況を著しており、リキニウス帝がマクシミヌス・ダイアを破り、東方の単一皇帝となった313年と、コンスタンティヌス帝との最初の内戦にリキニウスが敗北した316-17年の間の属州の状況を著しているとされた。

## 一覧
以下は英語版に基づくリストである ( []の部分は 他の写本により補遺・訂正された箇所):
オリエンス管区(Oriens)（18 [実際は 17] の属州がある)[1] 上リビア(Libya Superior); [2] 下リビア(Libya Inferior); [3] テーベ(Thebais); [4] エジプト・ヨヴィア(Aegyptus)、Iovia; [5] エジプト・ヘルクリア(Aegyptus Herculia); [6] 新アラビア(Arabia (Nova)); [7] アラビア(Arabia); [8] アウグスタ・リバネンシス(Augusta Libanensis); [9]パレスチナ(Palaestina); [10] シリア・フォエニケ((Syria) Phoenice;) [11] シリア・コエレ(Syria Coele); [12] アウグスタ・ユーフラテンシス(Augusta Euphratensis); [13] キリキア(Cilicia); [14] イサウリア(Isauria); [15] キプロス(Cyprus); [16] メソポタミア(Mesopotamia); [17] オスロエネ(Osrhoene)
ポンティカ管区(Pontica) (7属州)[18] ビテュニア(Bithynia); [19] カッパドキア(Cappadocia); [20] ガラティア(Galatia); [21] パフラゴニア(Paphlagonia); [22] ディオスポントス(Diospontus); [23] ポントゥス・ポレモニアクス(Pontus Polemoniacus) [24] 小アルメニア(Armenia Minor)
アシアナ管区(Asiana) (9属州)[25] リキアとパンフィリア((Lycia et) Pamphylia); [26] 第一フリュギア(Phrygia Prima); [27] 第二フリュギア(Phrygia Secunda); [28] アジア(Asia); [29] リディア(Lydia); [30] カリア(Caria); [31] 島々(Insulae); [32] ピシディア(Pisidia); [33] ヘレスポントゥス(Hellespontus)
トラキア管区(Thracia) (6 属州)[34] ヨーロッパ(Europa); [35] ロードス(Rhodope); [36] トラキア(Thracia); [37] ハエミモントゥス(Haemimontus); [38] スキティア(Scythia); [39] 下モエシア(Moesia Inferior)
モエシア管区 (11属州)[40] [中(Mediterranea)]ダキア(Dacia) ; [41] [ダキア・リペンシス(Dacia Ripensis)]; [42] 上モエシア/マルゲンシス(Moesia Superior/Margensis); [43] ダルダニア(Dardania); [44] マケドニア(Macedonia); [45] テッサリア(Thessalia); [46] [アカエア(Achaea)]; [47] プラエウァリタナ(Praevalitana); [48] 新エピルス(Epirus Nova); [49] 旧エピルス(Epirus Vetus) [50] クレタ(Creta)
パンノニア管区(Pannoniae) (7 属州)[51] 下パンノニア(Pannonia Inferior); [52] パンノニア・サウェンシス((Pannonia) Savensis); [53] ダルマティア(Dalmatia); [54] ウァレリア(Valeria); [55] 上パンノニア(Pannonia Superior); [56] ノリクム・リペンシス(Noricum Ripense); [57] ノリクム・メディテッラネウム(Noricum Mediterraneum)
ブリタニア管区(Britanniae) (6 [実際は4]属州)[58] 第一ブリタニア(Britannia Prima); [59] 第二ブリタニア(Britannia Secunda); [60] マクシマ・カエサリエンシス(Maxima Caesariensis); [61] フラヴィア・カエサリエンシス(Flavia Caesariensis)
ガリア管区(Galliae) (8 属州)[62] 第一ベルギカ(Belgica Prima); [63] 第二ベルギカ(Belgica Secunda); [64] 第一ゲルマニア(Germania Prima); [65] 第二ゲルマニア(Germania Secunda); [66] セクアニア(Sequania); [67] 第一ルグドゥネンシス(Lugdunensis Prima); [68] 第二ルグドゥネンシス(Lugdunensis Secunda); [69] アルプス・グライアエとポエニナエ(Alpes Graiae et Poeninae)
ウィエンネンシス管区(Viennensis) (7 属州)[70] ウィエンネンシス(Viennensis); [71] 第一ナルボネンシス(Narbonensis Prima); [72] 第二ナルボネンシス(Narbonensis Secunda); [73] ノエム・ポプリ(Novem Populi); [74] 第一アクィタニア(Aquitanica Prima); [75] 第二アクィタニア(Aquitanica Secunda); [76] 海沿いのアルプス(Alpes Maritimae)
イタリア(Italia)管区 (16 [実際は12]属州)[77] ウェネティアとヒストリア(Venetia et Histria); [78] [アメリアとリグリア(Aemilia et Liguria)]; [79] フラミニアとピケヌム(Flaminia et Picenum); [80] トゥスキアとウンブリア(Tuscia et Umbria); [81] [ラティウムとカンパーニア(Latium et Campania)]; [82] アプリアとカラブリア(Apulia et Calabria); [83] ルカニアと[ブルッティイ](Lucania [et Brutii]); [84] [シチリア(Sicilia)]; [85] [サルディニア(Sardinia)]; [86] コルシカ(Corsica); [87] アルプス・コッティアエ(Alpes Cottiae); [88] ラエティア(Raetia)
ヒスパニア(Hispaniae)管区 (6 属州)[89] バエディカ(Baetica); [90] ルシタニア(Lusitania); [91] カルタギニエンシス(Carthaginiensis; [92] ガッラエキア(Gallaecia); [93] タラコネンシス(Tarraconensis); [94] マウレタニア・ティンギタナ(Mauretania Tingitana)
アフリカ(Africa)管区 (7属州)[95] （アフリカ）・プロコンスライス/ゼウギタナ((Africa) Proconsularis/Zeugitana); [96] ビュザケナ(Byzacena); [97] [トリポリタニア(Tripolitania)]; [98] ヌミディア・キルテンシス(Numidia Cirtensis); [99] ヌミディア・ミリティアナ(Numidia Militiana); [100] マウレタニア・カエサリエンシス(Mauretania Caesariensis); [101] マウレタニア・[シティフェンシス]/スブスクテイタナ(Mauretania [Sitifensis]/Tubusuctitana)